# Ahmad Ibn Ata'Illah
Ahmad Ibn Ata'Illah (mitad del siglo XIII, Alejandría, Egipto, donde reside y fallece en El Cairo en 1309), maestro sufí y escritor.
El Egipto de los sultanes mamelucos, tras haber detenido la invasión de los mongoles, se había convertido en el centro político del mundo islámico, al ser la capital de sus territorios (Egipto, Palestina y Siria. Bajo su patrocinio se construyeron mezquitas, escuelas de pensamiento y numerosos centros (zawiyas) de enseñanza sufíes.
Ibn 'Ata Allah procedía de una influyente familia de juristas islámicos (alfaquíes), pero su incliniación por profundizar en otros aspectos de la religiosidad islámicas lo llevó a conocer a su maestro Abu al-Abbas al-Mursi, el sucesor de Abu al-Hasan al-Shadhilí, epitome de la cofradía (tariqa) que lleva su nombre, si bien la fundación y la sistematización de la tariqa como tal debe mucho a la labor de Ibn Ata Allah.

## Obras y pensamiento
Como otros grandes personajes de su época su formación y sus libros abarcan un amplio abanico de materias, desde la jurisprudencia, teología, lingüística,... Pero los libros que han perdurado, y por lo que es famoso, son sus libros que tratan sobre sufismo. Aunque conocedor de la obra Ibn 'Arabi, otros maestros tanto orientales como occidentales, son más influyentes en su manera de entender el sufismo. Profundamente marcado por Abu al-Hasan al-Shadhili y su sucesor Abu al-Abbas al-Mursi, que a su vez recogían las influencias de lo que fue la escuela andalusí y magrebí de maestros tales como Ben al Arif o Abu Madyan, y de maestros orientales como Abd al-Qadir al-Yilani o al-Yunayd, el sufismo que transmite en sus escritos es un sufismo sobrio, de unas características eminentemente prácticas, donde la especulación metafísica queda en un segundo plano. Así, donde pondrá el énfasis Ibn Ata Allah será el dejar claro los caminos y los métodos para alcanzar la santidad (walaya), las necesidad de que exista esta dimensión interior dentro del Islam, y del papel de guía que tienen los más grandes santos (awliya) dentro de la comunidad muhammadí.
Desde el punto de vista teológico, en cambio en vez de optar por la perspectiva de Ibn Arabi, donde la Unidad de la Existencia (wahda al-wuyud) es "existencial", Ibn Ata Allah, como teólogo asharí, se inclina por el wahda al-shuhud, o Unidad de lo Contemplado, la Unidad como manifestación de Dios, pero afirmando la diferencia radical entre Dios y las criaturas. Pero, pese a todo, conocía la exposición de Ibn Arabi -incluso mejor que algunos de sus discípulos- y le rebatió a Ibn Taymiya en sus críticas a Ibn Arabi.
- Las Hikam.

Su obra más conocida son sus aforismos, las Hikam (aforismos), escrito en prosa rimada, con una riqueza terminológica y expresivas que las hacen una de las joyas de la literatura árabe. En él sintetiza la doctrina sufí y los pasos, estados y estaciones de la vida espiritual. La unión poderosa pero grácil del pensamiento y lenguaje hace que las Hikam sigan siendo una obra cumbre dentro del islam y del sufismo. No en vano, siguen siendo enseñadas en muchos centros sufíes (tanto shadhilíes como no) como base para la adquisición del lenguaje e instrucción para la vía de los discípulos.
La edición más completa ha sido la realizada por Paul Nwiya, que se acompaña de su traducción francesa Además han sido muy comentadas por los maestros desde muy temprano. Entre los comentarios destacan el de Ibn Abbad de Ronda (el K. Shar al-Hikam) y los de Ibn Ayiba o más modernas como la de al-Sharnubi.
- Lataif al-minan

Otra de sus obras más importantes es su biografía de su maestro, Abu al-Abbas al-Mursi, y el maestro de su maestro, Abu al-Hasan al-Shadhili, conocido como el Lataif al-minan, aunque no existe traducción al español. Esta obra biográfica es, además del reslato sobre la vida y hechos de ambos maestros, la exposición de los principios del sufismo shadhilí.
- Tanwir fi-isqat al-tadbir

Un tercer libro muy apreciado es su Tanwir fi isqat al-tadbir, que es una exposición sobre diferentes aspectos de la doctrina sufí sobre la propia elección y la confianza en Dios, sobre la actividad mundana y otros aspectos relacionados.